# Burr (Nebraska)
Burr es una villa ubicada en el condado de Otoe en el estado estadounidense de Nebraska. En el Censo de 2010 tenía una población de 57 habitantes y una densidad poblacional de 255,9 personas por km².

## Geografía
Burr se encuentra ubicada en las coordenadas 40°32′9″N 96°17′59″O / 40.53583, -96.29972. Según la Oficina del Censo de los Estados Unidos, Burr tiene una superficie total de 0.22 km², de la cual 0.22 km² corresponden a tierra firme y (0%) 0 km² es agua.

## Demografía
Según el censo de 2010, había 57 personas residiendo en Burr. La densidad de población era de 255,9 hab./km². De los 57 habitantes, Burr estaba compuesto por el 100% blancos, el 0% eran afroamericanos, el 0% eran amerindios, el 0% eran asiáticos, el 0% eran isleños del Pacífico, el 0% eran de otras razas y el 0% pertenecían a dos o más razas. Del total de la población el 0% eran hispanos o latinos de cualquier raza.